# Joseph Constant Crouzat
Pour les articles homonymes, voir Crouzat.
Joseph Constant Crouzat (1811-1879) est un général français du second Empire ayant combattu pendant la guerre franco-prussienne de 1870-1871. 

## Biographie
Joseph Crouzat a 19 ans  en 1830 lorsqu' il s’engage comme volontaire dans l’Artillerie. C’est depuis Toulon qu’il embarque pour l’expédition d’Algérie. 
Quelques mois auparavant, une flotte de plus de 450 navires partie de Toulon s’était porté devant Alger. 37 000 soldats et 18 batteries d’artilleries accompagnées de 6 compagnies du train, au total 83 pièces de siège avaient été débarqués sur la plage de Sidi-Ferruch  (actuel Sidi-Fredj). Alger avait été prise le 5 juillet 1830 après de rudes combats.
Crouzat est engagé dans des affrontements âpres et incessants, mais l’armée d’Afrique venait de naître et avec elle, l’artillerie d’Afrique.
Devenu capitaine, il participe aux côtés des troupes britanniques, à la guerre de Crimée en 1854 pour laquelle il reçoit la Médaille de la guerre de Crimée. 
Nommé chef d’escadron en 1857, il part pour l’Extrême-Orient où il prend part  aux opérations de Cochinchine (Campagne de Chine) à partir de 1860. À 50 ans, pendant cette campagne, nommé lieutenant-colonel du corps de l’Artillerie, il participe, de février à mai 1861, aux opérations conduites dans la région de l’actuel Hồ Chí Minh-Ville à l’embouchure de la rivière de Saïgon.
Léopold  Pallu de La Barrière, lieutenant de vaisseau dans l’escadre des mers de Chine et futur vice-amiral, a relaté les faits d’armes du lieutenant-colonel Crouzat, prouvant son courage, son ingéniosité et prouvant la nécessaire interaction des différents corps d’Armée.
La technique du lieutenant-colonel Crouzat permit à l’armée de remporter une victoire sur les Annamites. Il fit porter ses pièces par des avancées rapides à 500 m, puis à 200 m, parvint à diminuer l’infériorité notable causée par le soleil, dont les rayons étaient presque horizontaux. De là il fit tirer à mitraille. Les Annamites se retirèrent et Crouzat écrivit : « l’Artillerie avait le soleil dans les yeux, elle combattait dans des conditions défavorables. Le combat avait prouvé que les annamites supportent bien ces engagements à longue portée et que leurs ouvrages faits de terre et de branchages, sans grand relief, ne s’éboulent ni ne se dégradent par les boulets, que fort peu par les obus. Tout cela n’est bon que pour des murs solides. »
Pour ce fait d'armes, Crouzat sera décoré de la Médaille de l’Expédition de Chine. 
À 57 ans en 1868, année d'apparition des canons rayés, il est promu Colonel. Crouzat  rédige à l’attention des officiers de batteries « quelques mots sur les moyens les plus pratiques à employer pour conserver, faire durer et conduire une batterie de campagne ».
Promu général de Brigade lors de la guerre de1870, il est brièvement gouverneur de Belfort puis rejoint l'armée de la Loire avec le grade de général de division. Il commande le XXe corps d'armée, fort de 30 000 hommes. Il commande, le 26 novembre 1870, à la bataille de Beaune-La-Rolande où les Prussiens se sont fortement retranchés. Crouzat hésite à bombarder la ville;  Il attend l’arrivée des troupes du XVIIIe corps commandé par le général Billot, pour lancer une attaque générale, mais Billot  est en difficulté sur son aile droite et attend lui-même l'aide du général Léon Thomton. 
Ordre est donné de déloger les Prussiens des maisons qu’ils occupent. Malgré leur courage et en partie à cause de faux ordres lancés par les ennemis en français, ils sont contraints de se replier après de lourdes pertes. Leur dévouement contribuera à assurer une retraite de l'armée française en bon ordre d'autant que le Prince Frédéric-Charles arrive avec des renforts. Les pertes sont considérables : 3 000 tués et 1 600 prisonniers.
En 1871, après la guerre, il est nommé gouverneur militaire de Lyon.
il a rédigé divers manuels d’instruction pour les officiers :« les canons rayés de l’armée de terre en 1870 et leurs effets en rase campagne et dans les sièges, exposition concise et pratique à l’usage des officiers de toutes armes », il rédigera également Les places fortes et les camps retranchés (1872), la guerre et la défense nationale, le 20° corps à l’armée de la Loire (Zouaves), et Batteries de guerre, soins et conduite en campagne (1873).
En 1873, après  40 campagnes, 6 blessures et 6 citations à l’ordre de l’Armée, il prend  sa retraite  à Montpellier, ville à laquelle il lègue pour le Musée Fabre, une collection d’objets chinois recueillis pendant la campagne de Chine en 1860.
Fait Commandeur de la Légion d’honneur, il décède le 6 mars 1879, à Montpellier et est inhumé au cimetière Saint-Lazare dans le même caveau que sa sœur Félicité (épouse Sabatier), avec cette épitaphe : « Honneur et Patrie était sa devise, Priez pour lui ».

## États de service

### Grades
- 1854 : capitaine ;
- 1857 : chef d’escadron ;
- 1868 : colonel ;
- 12/08/1870 : général de brigade ;
- novembre 1870 : général de division.

### Décorations
- Légion d'honneur: Chevalier (6/03/1846), Officier (14/09/55), Commandeur (24/12/69), Grand Officier (03/02/75).
- Médaille commémorative de l'expédition de Chine (1860)
- Médaille Commémorative de Crimée ( Royaume-Uni)

### Commandements
- octobre 1870 : gouverneur de Belfort ;
- 21/10/1870 : commandant de la 1re division d'infanterie du 20e corps d'armée ;
- 08/11/1870 : commandant en chef du 20e corps d'armée;
- 28/11/1870 : commandant de l'artillerie de la 7e division militaire à Besançon ;
- 1871 : gouverneur militaire de Lyon.